# PalaItalia
Die PalaItalia (auch PalaItalia Santa Giulia genannt) ist eine im Bau befindliche Mehrzweckhalle in der italienischen Metropole Mailand. Die Veranstaltungshalle soll im, von Foster + Partners 2006 als Masterplan, neugestalteten Stadtteil Santa Giulia, Municipio 4, im Südosten der Stadt entstehen. Sie ist für die Eishockey-Turniere der Olympischen Winterspiele 2026 in Mailand und Cortina d’Ampezzo vorgesehen. 

## Geschichte
Der Stadt fehlt eine große Veranstaltungshalle, nachdem die 1976 eröffnete Palasport di San Siro, mit bis zu 18.000 Plätzen direkt neben dem Giuseppe-Meazza-Stadion (Stadio San Siro), abgerissen werden musste. Große Schneemassen beschädigten am 17. Januar 1985 das, wie ein Reitsattel geformte Dach (Hyperbolische Paraboloidschale), und brachten es teilweise zum Einsturz. Die Dachkonstruktion der Halle war Vorbild für z. B. den Olympic Saddledome in Calgary oder das Stadion des Friedens und der Freundschaft in Piräus. Im Palasport di San Siro fanden u. a. die Leichtathletik-Halleneuropameisterschaften 1978 und 1982 oder die Heimspiele des Basketballclubs Olimpia Milano statt. Große Veranstaltungen im Raum Mailand werden gegenwärtig im rund 12 km entfernten Forum di Milano (12.700 Plätze) in der Gemeinde Assago, Metropolitanstadt Mailand, ausgetragen. 
Der deutsche Veranstaltungsdienstleister CTS Eventim ist der Investor, der zunächst auch MSG Arena (Milano Santa Giulia Arena) genannten Veranstaltungshalle. CTS Eventim stellt dem International Olympic Committee (IOC) die PalaItalia für die Zeit der Olympischen Winterspiele zur Verfügung, anschließend übernimmt die zu Eventim-Gruppe gehörende Projektgesellschaft Milano Santa Giulia S.p.A. die PalaItalia für den weiteren Betrieb. Eine entsprechende Vereinbarung wurde am 3. August 2021 zwischen der CTS Eventim AG & Co. KGaA und der Projektgesellschaft unterzeichnet. Die Investitionssumme beträgt rund 180 Mio. €. Die Projektgesellschaft mit Sitz in Mailand wird davon ein Grundstück mit 50.000 m² in Santa Giulia, nur wenige Kilometer vom Stadtzentrum entfernt, erwerben, die neue Arena einschließlich der Außenanlagen sowie zwei Parkhäuser für 2750 Fahrzeuge planen, errichten und betreiben. Als Bauzeitraum wurde von Herbst 2022 bis Herbst 2025 ausgegangen.
Am 10. März 2022 wurde der Entwurf von David Chipperfield Architects Berlin, in Zusammenarbeit mit dem Ingenieurbüro Arup, der Öffentlichkeit vorgestellt. Der elliptische Bau wird auf einem Podest errichtet, den man über Treppen und Rampen erreichen kann, und die Tribünen im Inneren sind wie ein klassisches Amphitheater gestaltet. Der PalaItalia wird von drei Ringen, mit LEDs bestückte Medienfassaden, umschlossen. In der Nachnutzung wird es Schauplatz für Konzerte, Sportereignisse, Shows und weiteren Veranstaltungen. Sie ist auf maximal 16.000 Plätze (12.000 Sitz- und 4000 Stehplätze) ausgelegt. Vor der Halle ist eine großzügige Piazza von über 10.000 m² geplant, die auch als Austragungsort für Freiluftveranstaltungen genutzt werden kann.
Im Oktober 2022 wurden die vorbereitenden Arbeiten auf dem Bauland abgeschlossen. Nach Erteilung der Baugenehmigungen können die eigentlichen Bauarbeiten beginnen. Anfang Februar 2023 wurde bekannt, dass sich die Baukosten um bis zu 35 % gesteigert haben sollen. Dies wären zusätzliche 63 Mio. € und würde eine Summe von 243 Mio. € bedeuten. Der Hauptgrund sind die gestiegenen Preise für Baustoffe.
Anfang Juni 2023 wurde vom Bürgermeister Giuseppe „Beppe“ Sala und der CEO von CTS Eventim, Klaus Peter Schulemberg, in einer Pressekonferenz bekanntgeben, dass der Bau der Halle, nachdem die Baugenehmigung am 12. Mai erteilt wurde, begonnen hat. Die ursprünglich geplanten Baukosten sind um 40 % auf 250 Mio. € gestiegen. Nach Fertigstellung werden jährlich 1,5 Mio. Besucher erwartet.
Mitte September 2023 hat CTS Eventim das Eteria-Konsortium zum Generalunternehmer für die zweite Bauphase ausgewählt. Zum Konsortium gehören die Itinera S.p.A. (ASTM Group) und die Vianini Lavori S.p.A. (Caltagirone Group). Der zweite Abschnitt werde sofort beginnen. Die erste Phase mit der Errichtung der Fundamente wurde nach drei Monaten abgeschlossen.

## Verkehrsanbindung
Mit der S-Bahn oder der U-Bahn zum U-Bahnhof Rogoredo FS ist der Bahnhof Milano Rogoredo erreichbar. Von dort verkehren u. a. mehrmals täglich die Hochgeschwindigkeitszüge Frecciarossa (deutsch „Roter Pfeil“) z. B. mit Bahnhöfen in Turin (Bahnhof Torino Porta Nuova), Rom (Bahnhof Roma Termini) und Neapel (Bahnhof Napoli Centrale). Der Flughafen Mailand-Linate ist per Bus- und Bahnlinien (alle 30 Min.) erreichbar.